# Aivars Lembergs
Aivars Lembergs (ur. 26 września 1953 w Jēkabpils) – łotewski przedsiębiorca i polityk, burmistrz Windawy w latach 1988-2021. 

## Życiorys
Aivars Lembergs w 1977 ukończył ekonomię na Uniwersytecie Łotewskim w Rydze. Był członkiem Komunistycznej Partii Łotwy. W 1988 został burmistrzem Windawy. Od tego czasu pięciokrotnie uzyskiwał reelekcję na tym stanowisku. W 1994 założył własną partię polityczną – Dla Łotwy i Windawy. Partia ta całkowicie zdominowała lokalną scenę polityczną, zdecydowanie wygrywając wybory samorządowe w 1997, 2001, 2005 oraz 2009.
Aivars Lembergs jest jednym z najbogatszych obywateli Łotwy. W marcu 2007 został zatrzymany i oskarżony o łapownictwo, pranie brudnych pieniędzy i nadużycia władzy. W lipcu 2007 został umieszczony w areszcie domowym. W 2021 roku ustąpił z urzędu burmistrza Windawy po prawomocnym  wyroku skazującym na 5 lat więzienia za korupcję.
W wyborach parlamentarnych 2010 został kandydatem na urząd premiera z ramienia Związku Zielonych i Rolników. Ponownie był wysuwany na tę funkcję w wyborach w 2011, 2014 i 2022.